# 콜먼 영
콜먼 알렉산더 영(Coleman Alexander Young, 1918년 5월 24일 ~ 1997년 11월 29일)은 아프리카계 미국인 최초로 디트로이트 시장(1974~1993)을 지낸 정치인이다.

## 인물
앨라배마주 터스컬루사에서 태어나, 5세때 가족과 함께 디트로이트로 이주하였다. 고등학교를 졸업하고 포드 자동차 회사에서 일하였다. 후에 미국 우정공사에 근무하여 우체국장이 되었다.
제2차 세계대전에 종군하였고, 1948년 진보당의 헨리 A. 월리스 후보를 지지하였다.
1960년 미시간주의 새 주헌법을 도안하는 데 돕는 대표롤 선출되었고, 1964년 미시간주 상원이 되어 공공 분야와 지방자치제 사이 분쟁의 중재에 힘썼다.
1973년 시장 선거 운동에서 불균형적인 백인 경찰에 의한 우세한 흑인 도시에 폭력을 가하는 역할에 관한 연설을 하였다. 그는 혼란적 경찰 단체들 중의 하나를 배제하는 데 보증하였다.
11월 선거에서 경찰 총장 존 F. 니콜스를 좁은 차이로 꺾고 디트로이트의 첫 흑인 시장이 되었다. (후에 1977년, 1981년, 1985년, 1989년 선거에서도 압승한다)
시장 재임 중은 논쟁적이고, 자신을 미국연방수사국의 계속적인 계약적 상납에 대한 조사를 주장으로 알게되었다. 그는 외곽의 이익을 향한 대립적 스타일과 도시의 물자들을 다운타운으로 전환함으로 비판을 받았다. 그러나, 디트로이트의 건설 계획을 세워 도시의 여러 경계표들이 세워졌고, 제네랄 모터스와 협상하여 새로운 "폴타운" 공장지대를 건설하였다.
1997년 11월 29일 지나친 흡연으로 생긴 폐기종으로 사망하였다. 사후, 지미 카터 전 대통령은 그를 국가에서 위대한 시장들 중의 하나로 평가하였다.

## 역대 선거 결과
| 선거명      | 직책명                  | 대수 | 정당   | 득표율 | 득표수    | 결과 | 당락                 |
| ----------- | ----------------------- | ---- | ------ | ------ | --------- | ---- | -------------------- |
| 1948년 선거 | 상원의원 (미시간 제2부) | 65대 | 진보당 | 2.27%  | 1,942표   | 3위  | 낙선                 |
| 1964년 선거 | 상원의원 (미시간 제4부) | 73대 | 민주당 | 87.51% | 50,788표  | 1위  | 미시간 주의원 당선   |
| 1973년 선거 | 디트로이트 시장         | 66대 | 무소속 | 56.34% | 433,473표 | 1위  | 디트로이트 시장 당선 |
| 1977년 선거 | 디트로이트 시장         | 66대 | 무소속 | 59.27% | 218,826표 | 1위  | 디트로이트 시장 당선 |
| 1981년 선거 | 디트로이트 시장         | 66대 | 무소속 | 65.95% | 176,710표 | 1위  | 디트로이트 시장 당선 |
| 1985년 선거 | 디트로이트 시장         | 66대 | 무소속 | 60.89% | 141,551표 | 1위  | 디트로이트 시장 당선 |
| 1989년 선거 | 디트로이트 시장         | 66대 | 무소속 | 56.37% | 138,310표 | 1위  | 디트로이트 시장 당선 |